# Реформатская городская церковь (Вена)
Реформатская городская церковь — церковное здание Евангелической церкви Гельветического исповедания в Австрии. Расположено в районе Внутренний Город Вены, на Доротеергассе 16.
Церковь с прилегающим к ней домом священника расположена на углу квартала, образованного узкими улочками старого города, и была построена как толерантный молитвенный дом (нем. Toleranzkirche)для венского реформатского прихода, основанного в 1782 году в результате Эдикта о терпимости. Архитектором комплекса зданий в неоклассическом стиле, построенного между 1783 и 1784 годами на месте заброшенного монастыря, был Готлиб Нигелли. В ходе реконструкции, проведенной в 1887 году по проекту Игнаца Совинского, реформатская городская церковь получила однобашенный фасад в стиле необарокко. Согласно реформатскому толкованию Второй Заповеди, внутреннее пространство церкви лишено изображений.
Реформатская городская церковь является резиденцией евангелического прихода HB Innere Stadt и евангелической церкви HB в Австрии. В церкви также размещаются несколько иноязычных общин, которые юридически организованы по-другому, и проводятся культурные мероприятия.
Церковь является памятником архитектуры.

## История

### Предыстория
Протестантские богослужения в Вене были запрещены до Эдикта о терпимости, изданного императором Иосифом II в 1781 году. Во время Контрреформации тайное протестантство в Австрии сохранялось в более отдаленных районах. Исключением, которое государство терпело, несмотря на протесты венских архиепископов, стали реформатские богослужения в помещениях голландского посольства в Вене. Эти услуги были доступны и населению Вены. Проповеди читались на немецком языке. Первым известным проповедником посольства был Филипп Отто Фиетор, работавший в Вене с 1671 по 1673 год.
Богослужения голландского посольства стали ядром Венской реформатской общины, который после Патента на толерантность был выдан 2 Март 1782 года. Община назначила Карла Вильгельма Хильхенбаха, бывшего проповедника посольства, своим первым пастором. 13-го марта 1782 года община купила за 23 900 гульденов хозяйственные постройки бывшего Королевского монастыря, чтобы построить на их месте толерантный молитвенный дом с приходским домом. Монастырь, который, по описанию современника-путешественника Фридриха Николаи⁣ имел «жалкую репутацию», был одним из первых, упраздненных в ходе иосифовской церковной реформы. Венская лютеранская община была, как и Реформатская церковь, основана в результате Эдикта о терпимости. Она приобрела бывшую монастырскую церковь, примыкавшую к хозяйственным постройкам, которая была преобразована в лютеранскую городскую церковь. Хозяйственные постройки были снесены. Готлибу Нигелли, младшему архитектору в Управлении по строительству суда и протеже государственного канцлера Венцеля Кауница, было поручено проектирование реформатского молитвенного дома. На момент заключения контракта Ниджелли ещё не был признанным и опытным архитектором.

### История строительства

#### Строительство толерантного молитвенного дома (1783—1784) и первые адаптации
26 марта 1783 года был заложен первый камень в фундамент Толерантного молитвенного дома . Согласно положениям Эдикта о терпимости, здание не должно было быть опознаваемым снаружи как церковь и не должно было иметь вход с улицы. Поэтому Ниджелли спроектировал уличный фасад в стиле простого жилого дома и скрыл два главных портала во внутреннем дворе, который не был виден с переулка. Архитектор был более свободен в оформлении интерьера и выбрал прогрессивный для своего времени стиль классицизма. Молитвенный дом был открыт 25 декабря 1784 года.
Промышленник и банкир Иоганн фон Фрис, внесший наибольший финансовый вклад в строительство молитвенного дома, в то же время построил дворец Паллавичини на другом участке земли бывшего Королевского монастыря. Архитектором неоклассического дворца был Иоганн Фердинанд Хетцендорф фон Гогенберг, начальник Нигелли в придворном строительном управлении. Между сторонниками обоих архитекторов возник спор относительно художественного качества новых зданий, который был опубликован в нескольких журналах и листовках. Во дворце Паллавичини критиковали необычные пропорции экстерьера и великолепные кариатиды Франца Антона фон Заунера на главном портале: «кажется, архитектор намеренно хотел отвлечь взгляд от сути здания, чтобы не замечать недостатков в целом». Напротив, реформатский молитвенный дом преуспел в сложной задаче «проведения границы между экстравагантной пышностью и грубой простотой; и горе тому архитектору, который недостаточно философствует, прежде чем взяться за чертежную доску». Анонимному автору этих строк, предположительно самому Нигелли, также был дан анонимный ответ, предположительно из-под пера Гогенберга, что он был «венским Трасиллом», имея в виду античного философа, который морально дискредитировал себя, поддерживая тесную дружбу с императором Тиберием. В результате разногласий Хоэнберг перевел Нигелли из Вены в Провинциальное строительное управление в Брно.
Реформатская и лютеранская общины Вены основали совместную школу в 1794 году. Первоначально учебные классы располагались в приходских домах двух общин, которые соединялись проломом в противопожарной стене на первом этаже, который позже был снова заложен кирпичом. С 1862 года школа располагается в здании на Карлсплац.
Эрцгерцогиня Генриетта Австрийская, урождённая принцесса Нассау-Вайльбургская, сохранила свою реформатскую веру даже после замужества с эрцгерцогом Карлом Австрийским в 1815 году и переезда в Вену. Однако считалось недостойным, чтобы эрцгерцогиня пользовалась задней дверью во внутреннем дворе во время посещения церковной службы. Поэтому в 1815 году придворный архитектор Иоганн Аманн получил разрешение на конструктивное решение, учитывающее ограничения Эдикта о веротерпимости. Он приказал проломить ворота в фасаде молитвенного дома, выходящем на улицу, которые изначально вели в промежуточный коридор, который был объявлен не относящимся к настоящему священному пространству. Так называемый Henriettentor также был разрешен исключительно для использования эрцгерцогиней. Летом 1830 года, через полгода после смерти Генриетты, ворота снова замуровали.

#### Реконструкция 1887 г.
Протестантский патент 1861 года предоставил протестантам в Австрии более широкие права. Это позволило придать молитвенному дому вид церкви и снаружи. Решение о перепланировке церкви было окончательно принято руководством общины в 1885 году после многих лет обсуждений. Помимо того, чтобы сделать церковь более заметной снаружи, необходимо было также приспособить дом священника к жизненным требованиям того времени. Архитектор Игнац Совинский стал победителем публичного тендера в 1887 году. Совинский, ученик Генриха фон Ферстеля, был только в начале своей карьеры.
Строительные работы начались 8 августа 1887 года. Внешний вид здания был полностью изменён и оформлен в стиле необарокко. Реформатский молитвенный дом стал первой протестантской церковью в Вене с церковной башней. Совински также оснастил главный фасад, выходящий на Доротеергассе, теперь выполненный в стиле необарокко, новым главным порталом. Необарокко, теоретически обоснованное историком искусства Альбертом Ильгом, в 1880-х годах все больше развивалось в австрийский «национальный стиль». Боковой фасад, выходящий на Штальбурггассе, также был переделан.
Новый главный вход потребовал перепроектирования интерьера. Положение кафедры и органа было изменено, а интерьер церкви впоследствии был развернут на 180 градусов. В результате над главным порталом в первоначальной апсиде была построена новая органная галерея. Существующая правая галерея была расширена, а общее количество мест увеличилось до 205. Дом священника в значительной степени сохранил свой прежний внешний вид, в то время как его интерьер подвергся структурным изменениям. Из-за сырости стен на первом этаже, приходскому дому был отведен подвал. На двух этажах выше планировка помещений была изменена за счет новых коридоров. Полностью обновлены все санузлы, газопроводы, водопроводы и электропроводка, двери, окна и полы, а также система отопления. Два крыла, соединяющие приходской дом и здание церкви, приобрели новый облик благодаря новой лестнице и новой ризнице.
В ходе реконструкции возникли ранее непредвиденные расходы. При строительстве подвала под домом священника сначала пришлось путем выдалбливания удалить найденные остатки фундамента Королевского монастыря, выполненные из бутового камня, а затем заложить фундамент под противопожарную стену дома священника. Строительные работы были завершены в запланированный срок 3 декабря 1887 г. Однако расходы на строительство возросли с первоначально рассчитанных 6500 гульденов до 56 239.

#### Структурные изменения после 1887 г.
После реконструкции 1887 года реформатская городская церковь осталась практически неизменной. В 1895 году на церковной башне впервые были установлены три колокола, названные в честь их основателей: Кристофа и Берты Клётер, Филиппа Риттера фон Шёллера и прихожан. В 1916 году во время Первой мировой войны государство конфисковало колокола для переплавки. После сбора средств среди прихожан в 1932 году на литейном заводе Пфунднера были отлиты ещё три колокола, из которых два самых больших были переплавлены во время Второй мировой войны. Благодаря пожертвованию пресвитера Карла Матысека в 1979 году литейная мастерская Грассмайера отлила ещё два колокола и один новый.
Внутренние и внешние реставрации впервые проводились в 1901 и 1906 годах, в межвоенный период — в 1928 и 1934 годах, а в оккупированной Австрии — в 1952 и 1953 годах. Комплексная внутренняя реставрация, проведенная в 1962 году, была направлена на то, чтобы приблизить облик церкви к её первоначальному неоклассическому облику. Среди прочего, были обнаружены части оригинальной настенной живописи. С 1979 по 1984 год весь комплекс зданий был отреставрирован. В апреле 1997 года Реформатская городская церковь стала первым церковным зданием в Австрии с фотоэлектрической системой. 30 м2 солнечных батарей имеют годовую выработку электроэнергии около 2800 киловатт-часов. Последняя внешняя реставрация церкви была проведена в 1999 году. Летом 2006 года был отремонтирован интерьер церкви, а также приходской зал, кухня и туалеты.

### История использования
Реформатская городская церковь является не только резиденцией Евангелического прихода Гельветского исповедания, но и резиденцией церковного руководства Евангелической церкви в Австрии, Оберкирхенрата и её церковной газеты. Регулярные воскресные службы всегда начинались в десять часов с самого начала истории церкви.
В первые десятилетия своего существования община отмечала 13-го октябрь — Фестиваль толерантности, посвященный Эдикту о терпимости императора Иосифа II от 13 октября 1781 года. В революционном 1848 году эта традиция была отменена, и вместо неё проводилась служба по случаю Дня Реформации 31 октября. Другие массовые христианские праздничные богослужения стали проводиться в Реформатской городской церкви только со второй половины XX века: Рождественская месса проводится ежегодно с 1957 года, а Пасхальное бдение — с 1972 года. Богослужение Вербного четверга, впервые отпразднованное в 1969 году, всегда проходит в четверг перед Вербным воскресеньем. На момент своего появления это была единственная служба в Вене, на которую представители других конфессий официально приглашались принять участие в Святом Причастии.
Были и есть церковные службы на других языках. В 1851 году профессор теологии Кароль Кузмани и его студенты начали проводить регулярные богослужения на чешском языке в Реформатской городской церкви. Эту традицию продолжил Герман из Тарди, старший церковный советник из Прусской Силезии, призванный в Вену в 1867 году. В 1891 году Тарди инициировал создание ассоциации с целью основания отдельной чешской реформатской общины и строительства собственного общественного центра. Этот план был сорван общим финансовым крахом после Первой мировой войны. Богослужения на чешском языке регулярно проводились до 1945 года, а иногда и до 1969 года.
С 1868 года и незадолго до начала Первой мировой войны двое приглашенных проповедников также проводили службу на французском языке каждое воскресенье после службы на немецком языке. С начала XX века в Реформатской городской церкви время от времени проводились богослужения на венгерском языке, которые обычно организовывала Реформатская церковь Венгрии. Многочисленные беженцы реформатского вероисповедания, прибывшие в Австрию в результате венгерского восстания 1956 года, дали толчок созданию Венгерской пастырской службы (ВПС). Богослужения в Реформатской городской церкви проходят каждое воскресенье в 17:00. Венская общинная церковь, межконфессиональное объединение, основанное в 1957 году, также проводит богослужения на английском языке в Реформатской городской церкви каждое воскресенье в 12:00.
Ежегодно реформатская община организует во внутреннем дворе благотворительную рождественскую ярмарку под названием «Henriettenmarkt». Она названа в честь реформированной эрцгерцогини Генриетты Австрийской, которая в 1816 году установила в Вене рождественскую елку, украшенную свечами, поскольку она знала её по своему родному городу Нассау-Вайльбург. Говорят, что этот обычай, ранее неизвестный в Вене, был введен императором Францем в Хофбурге и другими венскими дворянскими семьями. В первой половине 20 века в церкви существовал внутренний церковный хор — Евангелическо-реформатское хоровое общество, которым с 1924 года руководил Фриц Шрайбер.
Реформатская городская церковь также имеет традицию проведения концертов. Слепой придворный органист Йозеф Лабор дал несколько концертов в церкви с 1905 по 1907 год. В 1930-х годах здесь пели хор Венской государственной оперы, Венский мужской хор и меццо-сопрано Розетта Андай. Во время реконструкции церкви в 2006 году особое внимание уделялось подготовке церкви к проведению концертов. Для этого была установлена звуковая система, улучшено освещение, а престол был оснащен роликами.С 2004 по 2011 год Реформатская городская церковь также была местом проведения ежегодного Венского независимого фестиваля короткометражных фильмов.

### Пастор и руководство церкви
| имя                       | срок полномочий |
| ------------------------- | --------------- |
| Карл Вильгельм Хильхенбах | 1782—1816       |
| Иоганн Фридрих Шобингер   | 1789—1790       |
| Карл Клейнманн            | 1794—1815       |
| Юстус Хаускнехт           | 1816—1834       |
| Карл Вильгельм Фаези      | 1817—1829       |
| Готфрид Франц             | 1829—1873       |
| Герман Теодор Эрнст       | 1836—1861       |
| Корнелиус Август Вилкенс  | 1861—1879       |
| Карл Альфонс Виц          | 1874—1918       |
| Фридрих Отто Шак          | 1880—1922       |
| Густав Цвернеманн         | 1913—1946       |
| Иоганн Карл Эгли          | 1927—1952       |
| Герман Нольтенсмайер      | 1946—1963       |
| Герман Риппель            | 1956—1963       |
| Александр Абрахамович     | 1957—1990       |
| Питер Карнер              | 1965—2004       |
| Эрвин Либерт              | 1990—1995       |
| Йоханнес Лангхофф         | 1997—2017       |
| Харальд Клюге             | с 2005 года     |
| Река Юхас                 | с 2017 года     |

С 1789 года в приходе обычно одновременно работали два пастора. Пасторы Карл Вильгельм Хильхенбах, Юстус Хаускнехт, Готфрид Франц, Фридрих Отто Шак, Густав Цвернеман, Иоганн Карл Эгли и Петер Карнер также занимали высший пост в Евангелической церкви ГИ в Австрии в качестве (региональных) суперинтендантов. Пастор Герман Риппель был военным суперинтендантом евангелической церкви А и Г в Австрии Харальд Клюге занимает должность пастора в Реформатской городской церкви с 2005 года, а пастор Река Юхас — с 2017 года.
В 1861 году пресвитерия под председательством куратора заменила коллегию пресвитеров. В Реформатской городской церкви вплоть до Первой мировой войны в качестве кураторов общинной жизни в основном выступали два швейцарских естествоиспытателя. Иоганн Якоб фон Чуди служил с 1874 по 1883 год. В его время велась подготовка к реконструкции 1887 года, которая проводилась под руководством Карла Бруннера-фон Ваттенвиля, бывшего куратором с 1884 по 1914 год. Со второй половины XIX века в руководство общины входили несколько членов рейнской предпринимательской семьи Шоллеров. Александр фон Шоллер основал кружок сначала в 1851 году как один из лидеров, а с 1862 года как пресвитер. В 1867 году на его место пресвитером был назначен Густав Адольф фон Шоллер, а затем Филипп фон Шоллер, который служил пресвитером с 1889 по 1915 год. Ещё в 1919 году член семьи Шоллер, Пауль Эдуард фон Шёллер, был избран в пресвитерий. С 2005 по 2017 год Петер Душет, а с 2017 по 2023 Габриэль Яндрасиц, а с октября 2023 года куратором стал Норберт Хитил.

## Архитектура

### Расположение и план этажа
Реформатская городская церковь расположена на Доротеергассе 16 в районе между Грабеном и Хофбургом. Она состоит из собственно здания церкви и приходского дома, расположенного к югу, которые соединены двумя боковыми крыльями и образуют трапециевидный двор. На западе комплекс зданий граничит с доходными домами семьи Фрайз, а на юге — с Лютеранской городской церковью. Главный фасад здания церкви и приходской дом расположены на Доротеергассе, а северный фасад внутреннего помещения церкви проходит вдоль Штальбурггассе. Планкенгассе образует визуальную ось между церковной башней и фонтаном Доннербруннен на Нойер Маркт.

### Экстерьер
Стиль двухъярусного главного фасада Реформатской городской церкви — необарокко. Основная зона украшена гигантскими ионическими пилястрами. Главный портал в центре представляет собой металлические ворота. Окна имеют рамы в стиле необарокко. На центральном ризалите, над осью портала, расположен сегментный фронтон, на который наложен ломаный треугольный фронтон. Балюстрада с вазами ведет к церковной башне, украшенной тосканскими угловыми пилястрами. Высота башни составляет 42 метра. Наверху, над изогнутым фронтоном, возвышается высокий фонарный шлем, покрытый медью .
Боковой фасад, выходящий во двор, изначально был выполнен в стиле раннего классицизма, тогда как боковой фасад, выходящий на Штальбурггассе, был спроектирован в стиле первого во время реконструкции 1887 года. В обоих фасадах есть два больших тепловых окна. Фасад, выходящий на Штальбурггассе, оформлен стеновыми панелями. Здесь есть небольшая металлическая дверь, которая по конструкции похожа на главные ворота 1887 года и не идентична воротам Генриеттентор, которые были установлены в 1815 году и больше не существуют. На внешней стене, обращенной к внутреннему двору, находятся два главных входа в стиле раннего неоклассицизма, обрамленные тосканскими полуколоннами и прямым антаблементом. Над бывшими главными входами находится статуя императора Иосифа II. Также была установлена специальная круглая мемориальная доска. Его латинский текст основан на черновике геттингенского профессора Христиана Готтлоба Гейне.
| Изображение оригинальной надписи | Перевод на латынь                                                                                         | перевод на немецкий |
| -------------------------------- | --- | --- |
|                                  | Deo optimo maximo sanctissimo imperatore Iosepho II. annuente amor fratrum faciendum curavit MDCCLXXXIIII | Любовь братьев, с любезного одобрения императора Иосифа II, построила этот дом для лучшего, величайшего, святейшего Бога. 1784. |

### Интерьер
Реформатская городская церковь считается важнейшим неоклассическим священным местом в Вене. Основная конструкция представляет собой двухнефную пилястровую церковь с двумя плоскими нависающими куполами, над которыми находится стропильная ферма. После реконструкции 1887 года бывшую полукруглую апсиду прорезал внутренний главный портал с треугольным фронтоном. Выше находится органный чердак. По обеим длинным сторонам органная галерея переходит в боковые галереи, каждая из которых имеет два цилиндрических свода и термальные окна по обе стороны от настенных столбов. Галереи с балюстрадами поддерживаются в общей сложности десятью тосканскими колоннами. Две настенные колонны, украшенные тосканскими пилястрами, прорезаны проходами на первом этаже и на уровнях галерей. Узкая сторона с кафедрой выполнена в виде триумфальной арки. Она имеет корзинчатую арку, внутри которой находится сегментарная арочная эдикула с кафедрой и многослойными тосканскими пилястрами. Перед главным помещением, на длинной стороне, выходящей на Штальбурггассе, находится коридор, в конце которого винтовая лестница ведет в галереи. Между внутренним и внешним главным порталом на Доротеергассе находится вестибюль. По обе стороны внутреннего главного портала имеются боковые входы в главное помещение. После реконструкции 1887 года первоначально предполагалось, что эти два боковых входа позволят мужчинам и женщинам входить в церковь раздельно, а внутренний главный портал будет открываться только по большим праздникам, для благословений и похорон. Ещё двое боковых ворот, бывшие главные порталы, напрямую соединяют внутреннее пространство церкви с внутренним двором.
Интерьер оформлен без картин и крестов. Это соответствует строгому толкованию Второй Заповеди в реформатской традиции. Настенные росписи в стиле гризайль имитируют лепнину в виде розеток и акантовых прутьев. Живописный дизайн куполов à l’antica, аналогичный куполу Пантеона в Париже, демонстрирует влияние французского классицизма на Ниджелли, который учился в Париже. Три настенные надписи золотыми буквами, подаренные семьей Витгенштейнов в 1889 году, представляют собой цитаты из Библии: Над кафедрой написано: Да приидет Царствие Твое, а на нижних сторонах боковых галерей написано: Все дышащее да хвалит Господа, аллилуйя! Псалом 150:6 и Блаженны слышащие слово Божие и соблюдающие его. Лука 11.28 . На стенах в районе амвона и престола прикреплены четыре мемориальные доски. Самая старая мемориальная доска, датированная 1822 годом, посвящена пастору Карлу Вильгельму Хильхенбаху и начинается со слов: «Активному покровителю этого здания, благочестивому наставнику наших душ, учителю нашей молодежи, отцу наших бедных». Другая мемориальная доска увековечивает память о реконструкции 1887 года и нескольких участвовавших в ней людях, включая архитектора Игнаца Совински. Мраморная доска 1925 года увековечивает память членов общины, погибших в Первой мировой войне, и является призывом к миру. Его текст был написан профессором теологии Йозефом Богатецем. Последняя мемориальная доска датируется 2005 годом. Она посвящена Жигмонду Варгу, а также Эрнсту и Гизелу Поллак представителями членов церкви, убитых в нацистских концентрационных лагерях. Жигмонд Варга († 1945 в концентрационном лагере Гусен) был пастором реформатских венгров в Вене. Эрнст и Гизела Поллак († 1942 в концентрационном лагере Терезиенштадт) были благотворителями общины.

### Пасторский дом
Трехэтажный приходской дом в стиле раннего классицизма имеет уличный фасад, выходящий на Доротеергассе, и фасады, выходящие во внутренний двор. Левая сторона уличного фасада представляет собой двухосную боковую проекцию. Окна имеют волюты, консоли и парапеты. Утопленные стеновые панели простираются на обоих верхних этажах. На первом этаже под окнами имеются меандровые фризы. С западной стороны двора расположена двухэтажная лоджия с полукруглыми аркадами.
Вход со стороны Доротеергассе во внутренний двор украшен кессонированным цилиндрическим сводом на настенных столбах. На первом этаже находятся приходской зал, квартира сторожа и ризница. На первом этаже находятся офисы прихода и церкви. Здесь сохранилась открытая дверная рама, которая является остатком Королевского монастыря конца XVI века. На втором этаже находится квартира пастора. Чердак дома священника датируется концом XVIII века. В доме священника имеется двухэтажный подвал. Две комнаты в нижнем подвале, выходящие на улицу, имеют крестовые своды и стрельчатые цилиндрические своды, коньки которых богато украшены.

## Мебель и оборудование

### Кафедра, престол и скамьи
Расположение кафедры в центре стены, находящейся на линии видимости скамей, идентифицирует Реформатскую городскую церковь как проповедническую церковь. Проповедь является центром богослужения. Полукруглая кафедра в стиле раннего классицизма датируется 1774 годом. Она стоит на тосканских колоннах и пилястрах из красноватого мрамора. К ней прикреплены позолоченные украшения из аканта. На нижней стороне деки имеется нимб вокруг Тетраграмматона.
Престол для причастия под кафедрой представляет собой деревянный стол со столешницей из красноватого мрамора. Он украшен позолоченными фестонами и консолями-волютами. По традиции, престол был собран из частей алтаря бывшей камальдулезской церкви на горе Каленберг. Во время Наполеоновских войн в 1810 году государство конфисковало все церковное серебро прихода и использовало его в качестве контрибуции Франции. На недавно приобретенных причастных блюдах из позолоченного серебра стоит клеймо 1807 года. Он состоит из кувшина для вина, двух кубков и тарелки для хлеба.
Деревянные скамьи и стулья пресвитерия датируются 1784 годом. В соответствии с реформатской традицией, не допускающей преклонения колен во время богослужения, на церковных скамьях нет подставок для колен. Под скамьями лежат плиты кельхаймского известняка. Кресла пресвитерия расположены по обе стороны от престола и отделены от остальной части церкви отдельно стоящими балюстрадами.

### колокола
Три колокола церковной башни, отлитые на литейном заводе Грассмайера в 1979 году, настроены в минорном трезвучии соль-си-ре-диез. На них имеются следующие надписи:
- Post tenebras lux (Надеюсь на свет после мрака)
- Ich schäme mich des Evangeliums von Christo nicht, denn es ist eine Kraft Gottes, die da selig macht alle, die daran glauben (Я не стыжусь благовествования Христова, потому что оно есть сила Божия ко спасению всякому верующему).
- Si Deus pro nobis, quis contra nos (Если Бог за нас, кто против нас?)[1].

### Орган
Первый орган в Реформатской городской церкви был построен в 1695 году, предположительно, из заброшенного монастыря и, вероятно, адаптирован венским мастером по изготовлению органов Францем Ксавьером Кристофом. В 1901 году он был заменен новым органом, изготовленным дрезденским мастером по изготовлению органов Иоганнесом Яном и переданным в дар Циле. После Второй мировой войны из-за нехватки средств не удалось провести капитальный ремонт органа Яна, который в последний раз ремонтировался в 1929 году. Недавно он находился в заброшенном состоянии. Кроме того, его игровой стол был неудобно расположен на узкой стороне из-за нехватки пространства. Следующий орган — работа венского мастера-органоведа Герберта Голлини, созданная в 1974 году. Голлини сохранил неоклассический корпус органа Яна и продолжил использовать его трубы. Орган Голлини представляет собой механический ползунковый орган с 25 регистрами, распределенными по двум мануалам и педали.
Его диспозиция:
| I Hauptwerk C-g3 |              |        |
| 1.               | Bordun       | 16′    |
| 2.               | Prinzipal    | 8′     |
| 3.               | Rohrflöte    | 8′     |
| 4.               | Oktave       | 4′     |
| 5.               | Spitzflöte   | 4′     |
| 6.               | Quinte       | 2+2⁄3′ |
| 7.               | Oktave       | 2′     |
| 8.               | Mixtur IV—VI |        |
| 9.               | Trompete     | 8′     |

| II Schwellwerk C-g3 |                |        |
| 10.                 | Gedackt        | 8′     |
| 11.                 | Prinzipal      | 4′     |
| 12.                 | Flöte          | 4′     |
| 13.                 | Gemshorn       | 2′     |
| 14.                 | Nasard         | 1+1⁄3′ |
| 15.                 | Sesquialter II |        |
| 16.                 | Scharff III—IV |        |
| 17.                 | Krummhorn      | 8′     |

| Pedal C-f1 |             |     |
| 18.        | Subbass     | 16′ |
| 19.        | Oktavbass   | 8′  |
| 20.        | Gedecktbass | 8′  |
| 21.        | Choralbass  | 4′  |
| 22.        | Mixtur III  |     |
| 23.        | Fagott      | 16′ |
| 24.        | Trompete    | 8′  |
| 25.        | Schalmei    | 4′  |

- Муфты : три обычных муфты
- Вспомогательные средства для игры : муфта, педаль Swell

Среди выдающихся личностей, работавших органистами в Реформатской городской церкви, были Вильгельм Карл Руст (работал в 1819—1827 гг.), Игнац Лахнер (работал в 1827—1831 гг.), Бенедикт Рандхартингер (работал в 1831—1835 гг.), Готфрид Прейер (работал в 1835—1841 гг.) и Ойген Гмайнер (работал в 1949—1956 гг.).